# Ludwig Goldbrunner
Ludwig Goldbrunner (5 de março de 1908 - 26 de setembro de 1981) foi um futebolista alemão que competiu na Copa do Mundo FIFA de 1938.
Defendeu o Fußball-Club Bayern München por toda a sua carreira que foi de 1927 até 1945.